# Isabella Cortese

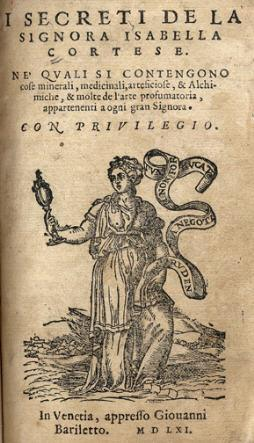
Els secrets de Na Isabella Cortese (1561)

Isabella Cortese (1561) era una alquimista italiana del Renaixement. Tot el que se sap sobre la seva vida i la seva feina és el seu llibre sobre alquímia: Els secrets de Na Isabella Cortese.
Donada aquesta circumstància, s'ha especulat amb la possibilitat que l'autor d'Els secrets de Na Isabella Cortese fos en realitat un home fent-se passar per una dona. És impossible saber si aquesta especulació és certa o no.

## Els secrets de Na Isabella Cortese
La primera impressió del llibre és de l'any 1561. El seu contingut descriu remeis mèdics i cosmètics, consells per a la casa i una discussió sobre la conversió de metalls a or. L'obra inclou instruccions i exemples diversos, emprant tota mena de materials com dentifrici, cola, abrillantador, sabó i cosmètics.

### Recepció
En el seu temps, Els secrets de Na Isabella Cortese va ser bastant popular. Entre 1561 i 1677 se'n van publicar 11 edicions, així com dues edicions més d'una traducció alemanya.